# Riedbahnbrücke Ost
Die Riedbahnbrücke Ost, auch Östliche Riedbahnbrücke oder einfach nur Riedbahnbrücke genannt, ist eine zweigleisige Eisenbahnbrücke in Mannheim. Sie verläuft bei Flusskilometer 6,1 und Bahnkilometer 4,1+40 bzw. 4,3+15:2.3.5, 2.3.6 zwischen den Mannheimer Stadtteilen Feudenheim und Neuostheim/Neuhermsheim über den Neckar und den Neckarkanal Feudenheim.

## Geschichte
Die Riedbahnbrücke wurde ab 1877 erbaut und 1880 im Rahmen des damaligen Ausbaus der Bahnstrecke Mannheim–Frankfurt am Main in Betrieb genommen. Im Zusammenhang mit dem Bau des Neckarkanals von 1925 bis 1927 wurde die Brücke verlängert. Gegen Ende des Zweiten Weltkriegs wurde die Eisenbahnbrücke am 25. März 1945 durch die deutsche Wehrmacht gesprengt. Nach dem Krieg wurde sie saniert.
Seit dem 29. Juli 1989 ist durch mehrere Bauwerksschäden die Bahnstrecke nur eingleisig nutzbar.:1.2.1 Das westliche Streckengleis ist in diesem Bereich langfristig Baugleis und im Bereich der Brücken nur noch der Grundschotter vorhanden.
Zwischen 2006 und 2009 wurde die Riedbahnbrücke Ost komplett erneuert: Die alte Stahlbrücke wurde abmontiert und durch eine neue ersetzt. Die Kosten dafür betrugen rund elf Millionen Euro.

## Beschreibung
Die Riedbahnbrücke Ost ist von der Konstruktion her eine Fachwerk-Stahlbrücke, die von zwei Pfeilern aus Sandstein getragen wird. Die zweigleisige Eisenbahnbrücke hat eine Gesamtlänge von 260 m und eine Breite von 12 m. Der Abschnitt über den Neckarkanal ist etwa 65 m lang, der Abschnitt über den Neckar etwa 195 m.
Beide Bauwerke bestehen aus geradem Kastenfachwerk mit einer Konstruktionshöhe von 8,70 m.:2.3.5, 2.3.6 Die Nutzbreite zwischen den Fachwerkträgern beträgt bei beiden Brücken 9,10 m.:2.3.5, 2.3.6 Die Stützweiten der drei Felder der Eisenbahnüberführung über den Neckar sind 57,12 m, 77,04 m und 57,12 m,:2.3.5 die der einfeldrigen EÜ über den Neckarkanal 64,00 m.:2.3.6 Die Überbauten lagern auf den Widerlagern und Pfeilern über Kalottenlager.:2.3.5, 2.3.6

## Riedbahnsteg
Direkt neben Riedbahnbrücke Ost befindet sich flussaufwärts eine 1980 erbaute Fuß- und Radwegbrücke – der Riedbahnsteg. Die stählerne Balkenbrücke mit zwei Pfeilern aus Beton hat eine Länge von etwa 195 m und eine Breite von etwa 4 m. Sie überbrückt nur den Neckar, am Neckarkanal schließt sich die Brückenanlage der Schleuse Feudenheim an.